# Полусловенска одбрана
Овај чланак користи алгебарску шаховску нотацију како би се описали шаховски потези.
Полуслвенска одбрана је варијанта шаховског отварања даминог гамбита дефинисана положајем постигнутим након потеза: 
1. д4 д5
2. ц4 ц6
3. Сф3 Сф6
4. Сц3 е6
До ове позиције се може лако доћи помоћу више различитих потеза . Са црним пјешацима до е6 и ц6, отврање подсјећа на мјешавину ортодоксног одбијеног даминог гамбита и словенске одбране . 
Црни пријети да ће ухватити бијелог пјешака на ц4, и држати је са б7 – б5. Бијели то може избјећи на више начина. Око 80% игара наставља се 5.  Лг5 или 5. е3: први представља оштру жртву пјешака, док други ограничава тамнопољни ловац из његовог природног развоја на г5. Остали могући потези су 5.  Дб3, 5. г3 и 5. ц:д5, посљедњи од којих, послије 5. е:д5, доводи до одбијеног даминог гамбита, варијанта размјене у којој бијелов рани Сд3 омогућава дамином црном ловцу да се слободно развије, који би требало да дају једнакост (ЕЦО кодови Д43 и Д45). 
Полусловенску одбрану, енциклопедија шаховских отварања означава шифрама Д43 до Д49. 

## 5. е3
Главна линија се наставља са 5. Сбд7 . Ловац се креће 5. Лд6 и 5. Ле7 се ријетко виђа, како су мајстори рано схватили да је у е7, ловац био пасивно постављен и не чини ништа у правцу једног од црнових циљева. Необични потез 5- а6 сматра се солидним за црнога. Неки извори називају 5. а6 "убрзаним Мераном". 

### Меран варијанта: 6. Лд3
Главна варијанта полусловенске одбране је меран варијанта, 6. д:ц4 7. Л:ц4 б5 ( ЕЦО кодови Д46 до Д49), када се игра обично настави са 8. Лд3, са 8. Ле2 и 8. Лб3 мање уобичајене алтернативе. Линија је први пут одиграна 1906. године у игри Шлехтер – Перлис.  Варијанта је добила име по граду Меран ( Мерано ) у сјеверној Италији. Током турнира у Мерану 1924. године успјешно се користио у игри Гринфелд - Рубинштајн . Два кола касније Гринфелд је прихватио исту варијанту против Спилмана, такође победивши.  Црни предаје своју постају на д5, стицајући темпо за простор за експанзију на даминој страни са б7-б5. Бијели ће играти у центру, што доводи до богате, компликоване игре. Ове супротстављене стратегије, са следећом оштром игром, већ дуго су Меране учиниле фаворитом за предузетне играче било које боје. Примјер је Глигорић против Љубојевића, Београд, 1979. 
Послије потеза 8. Лд3, црни обично игра 8. а6. Бент Ларсен представио је потрз 8. Лб7, који је назван "побољшани Меран".  Према једном извору, потез је први пут одигран 1923. године, али с обзиром да га је развио Ларсен, он носи његово име. Црни такође може да игра 8. Лд6, што је потез који је Ананд играо против Левоа Арониана у Тата Стил шаховском шампионату 2013. 
Иако се појављују у савременој мастер игри са мање фреквенције од Мерана, постоје и друге могућности: 6. Ле7, 6. Лб4, увео италијански мајстор Мак Ромих, и 6. Лд6, који је био много популарнија линија прије дебија Мерана и који је у својој каријери заговарао амерички велемајстор Артур Бисгуиер . 
6. Лд6 и сада 7. 0-0 0-0 8. е4 д:е4 9.  С:е4 С:е4 10. Л:е4 је најчешћа линија. Сада постоји неколико алтернатива за црнога, с једном очитом грешком, јер губи пјешака: 10 ... е5 11. д:е5 С:е5 12. С:е5 Л:е5 13. Л:х7 + К:х7 14. Д:5 + Кг8 15. Д:е5 . Ова линија, међутим, има снажну привлачну тенденцију у пракси, због ловца супротне боје, иако сви тешки комади остају на табли. 
Остали црнови избори укључују 10. ц5, мада теорија то сматра преурањеним јер омогућава биејломе да игра за напад са краљеве стране са 11. Лц2, а затим Дд3 и Лг5. 10. Сф6 је такође игран, али ово замјењује скакала и не чини ништа да продужи црнову игру против центра помоћу слома пјашака ц6 – ц5 или е6 – е5. Бисгуиер је преферирао 10. х6 и сматрао га је најјачим планом. 
Остале идеје, 6. Ле7, који има исти недостатак као и након 5. е3 Ле7 и 6. Лб4, постали су по страни модерне игре. 

### Анти-меран варијанта: 6. Дц2
Главна алтернатива 6. Лд3 је постао 6. Дц2, некада споредна линија, овај потез је експлодирао на популарности деведесетих година, великим дијелом захваљујући залагању Анатолија Карпова . Идеја је да сачекати да се црни обавеже на д:ц4 прије него што се игра Лд3. Црни обично одговара са 6. Лд6 а сада бијели може бирати између два врло различита наставка: 

#### Карпов варијанта: 7. Лд3
7. Лд3, Карпов је прво играо 7. Ле2, али убрзо се показало да д3-поље даје боље шансе бијеломе. 

#### Широв – Шабалов гамбит: 7. г4
|   | a | b | c | d | e | f | g | h |   |
| 8 | a8 black rook · c8 black bishop · d8 black queen · e8 black king · h8 black rook · a7 black pawn · b7 black pawn · d7 black knight · f7 black pawn · g7 black pawn · h7 black pawn · c6 black pawn · d6 black bishop · e6 black pawn · f6 black knight · d5 black pawn · c4 white pawn · d4 white pawn · g4 white pawn · c3 white knight · e3 white pawn · f3 white knight · a2 white pawn · b2 white pawn · c2 white queen · f2 white pawn · h2 white pawn · a1 white rook · c1 white bishop · e1 white king · f1 white bishop · h1 white rook | a8 black rook · c8 black bishop · d8 black queen · e8 black king · h8 black rook · a7 black pawn · b7 black pawn · d7 black knight · f7 black pawn · g7 black pawn · h7 black pawn · c6 black pawn · d6 black bishop · e6 black pawn · f6 black knight · d5 black pawn · c4 white pawn · d4 white pawn · g4 white pawn · c3 white knight · e3 white pawn · f3 white knight · a2 white pawn · b2 white pawn · c2 white queen · f2 white pawn · h2 white pawn · a1 white rook · c1 white bishop · e1 white king · f1 white bishop · h1 white rook | a8 black rook · c8 black bishop · d8 black queen · e8 black king · h8 black rook · a7 black pawn · b7 black pawn · d7 black knight · f7 black pawn · g7 black pawn · h7 black pawn · c6 black pawn · d6 black bishop · e6 black pawn · f6 black knight · d5 black pawn · c4 white pawn · d4 white pawn · g4 white pawn · c3 white knight · e3 white pawn · f3 white knight · a2 white pawn · b2 white pawn · c2 white queen · f2 white pawn · h2 white pawn · a1 white rook · c1 white bishop · e1 white king · f1 white bishop · h1 white rook | a8 black rook · c8 black bishop · d8 black queen · e8 black king · h8 black rook · a7 black pawn · b7 black pawn · d7 black knight · f7 black pawn · g7 black pawn · h7 black pawn · c6 black pawn · d6 black bishop · e6 black pawn · f6 black knight · d5 black pawn · c4 white pawn · d4 white pawn · g4 white pawn · c3 white knight · e3 white pawn · f3 white knight · a2 white pawn · b2 white pawn · c2 white queen · f2 white pawn · h2 white pawn · a1 white rook · c1 white bishop · e1 white king · f1 white bishop · h1 white rook | a8 black rook · c8 black bishop · d8 black queen · e8 black king · h8 black rook · a7 black pawn · b7 black pawn · d7 black knight · f7 black pawn · g7 black pawn · h7 black pawn · c6 black pawn · d6 black bishop · e6 black pawn · f6 black knight · d5 black pawn · c4 white pawn · d4 white pawn · g4 white pawn · c3 white knight · e3 white pawn · f3 white knight · a2 white pawn · b2 white pawn · c2 white queen · f2 white pawn · h2 white pawn · a1 white rook · c1 white bishop · e1 white king · f1 white bishop · h1 white rook | a8 black rook · c8 black bishop · d8 black queen · e8 black king · h8 black rook · a7 black pawn · b7 black pawn · d7 black knight · f7 black pawn · g7 black pawn · h7 black pawn · c6 black pawn · d6 black bishop · e6 black pawn · f6 black knight · d5 black pawn · c4 white pawn · d4 white pawn · g4 white pawn · c3 white knight · e3 white pawn · f3 white knight · a2 white pawn · b2 white pawn · c2 white queen · f2 white pawn · h2 white pawn · a1 white rook · c1 white bishop · e1 white king · f1 white bishop · h1 white rook | a8 black rook · c8 black bishop · d8 black queen · e8 black king · h8 black rook · a7 black pawn · b7 black pawn · d7 black knight · f7 black pawn · g7 black pawn · h7 black pawn · c6 black pawn · d6 black bishop · e6 black pawn · f6 black knight · d5 black pawn · c4 white pawn · d4 white pawn · g4 white pawn · c3 white knight · e3 white pawn · f3 white knight · a2 white pawn · b2 white pawn · c2 white queen · f2 white pawn · h2 white pawn · a1 white rook · c1 white bishop · e1 white king · f1 white bishop · h1 white rook | a8 black rook · c8 black bishop · d8 black queen · e8 black king · h8 black rook · a7 black pawn · b7 black pawn · d7 black knight · f7 black pawn · g7 black pawn · h7 black pawn · c6 black pawn · d6 black bishop · e6 black pawn · f6 black knight · d5 black pawn · c4 white pawn · d4 white pawn · g4 white pawn · c3 white knight · e3 white pawn · f3 white knight · a2 white pawn · b2 white pawn · c2 white queen · f2 white pawn · h2 white pawn · a1 white rook · c1 white bishop · e1 white king · f1 white bishop · h1 white rook | 8 |
| 7 | a8 black rook · c8 black bishop · d8 black queen · e8 black king · h8 black rook · a7 black pawn · b7 black pawn · d7 black knight · f7 black pawn · g7 black pawn · h7 black pawn · c6 black pawn · d6 black bishop · e6 black pawn · f6 black knight · d5 black pawn · c4 white pawn · d4 white pawn · g4 white pawn · c3 white knight · e3 white pawn · f3 white knight · a2 white pawn · b2 white pawn · c2 white queen · f2 white pawn · h2 white pawn · a1 white rook · c1 white bishop · e1 white king · f1 white bishop · h1 white rook | a8 black rook · c8 black bishop · d8 black queen · e8 black king · h8 black rook · a7 black pawn · b7 black pawn · d7 black knight · f7 black pawn · g7 black pawn · h7 black pawn · c6 black pawn · d6 black bishop · e6 black pawn · f6 black knight · d5 black pawn · c4 white pawn · d4 white pawn · g4 white pawn · c3 white knight · e3 white pawn · f3 white knight · a2 white pawn · b2 white pawn · c2 white queen · f2 white pawn · h2 white pawn · a1 white rook · c1 white bishop · e1 white king · f1 white bishop · h1 white rook | a8 black rook · c8 black bishop · d8 black queen · e8 black king · h8 black rook · a7 black pawn · b7 black pawn · d7 black knight · f7 black pawn · g7 black pawn · h7 black pawn · c6 black pawn · d6 black bishop · e6 black pawn · f6 black knight · d5 black pawn · c4 white pawn · d4 white pawn · g4 white pawn · c3 white knight · e3 white pawn · f3 white knight · a2 white pawn · b2 white pawn · c2 white queen · f2 white pawn · h2 white pawn · a1 white rook · c1 white bishop · e1 white king · f1 white bishop · h1 white rook | a8 black rook · c8 black bishop · d8 black queen · e8 black king · h8 black rook · a7 black pawn · b7 black pawn · d7 black knight · f7 black pawn · g7 black pawn · h7 black pawn · c6 black pawn · d6 black bishop · e6 black pawn · f6 black knight · d5 black pawn · c4 white pawn · d4 white pawn · g4 white pawn · c3 white knight · e3 white pawn · f3 white knight · a2 white pawn · b2 white pawn · c2 white queen · f2 white pawn · h2 white pawn · a1 white rook · c1 white bishop · e1 white king · f1 white bishop · h1 white rook | a8 black rook · c8 black bishop · d8 black queen · e8 black king · h8 black rook · a7 black pawn · b7 black pawn · d7 black knight · f7 black pawn · g7 black pawn · h7 black pawn · c6 black pawn · d6 black bishop · e6 black pawn · f6 black knight · d5 black pawn · c4 white pawn · d4 white pawn · g4 white pawn · c3 white knight · e3 white pawn · f3 white knight · a2 white pawn · b2 white pawn · c2 white queen · f2 white pawn · h2 white pawn · a1 white rook · c1 white bishop · e1 white king · f1 white bishop · h1 white rook | a8 black rook · c8 black bishop · d8 black queen · e8 black king · h8 black rook · a7 black pawn · b7 black pawn · d7 black knight · f7 black pawn · g7 black pawn · h7 black pawn · c6 black pawn · d6 black bishop · e6 black pawn · f6 black knight · d5 black pawn · c4 white pawn · d4 white pawn · g4 white pawn · c3 white knight · e3 white pawn · f3 white knight · a2 white pawn · b2 white pawn · c2 white queen · f2 white pawn · h2 white pawn · a1 white rook · c1 white bishop · e1 white king · f1 white bishop · h1 white rook | a8 black rook · c8 black bishop · d8 black queen · e8 black king · h8 black rook · a7 black pawn · b7 black pawn · d7 black knight · f7 black pawn · g7 black pawn · h7 black pawn · c6 black pawn · d6 black bishop · e6 black pawn · f6 black knight · d5 black pawn · c4 white pawn · d4 white pawn · g4 white pawn · c3 white knight · e3 white pawn · f3 white knight · a2 white pawn · b2 white pawn · c2 white queen · f2 white pawn · h2 white pawn · a1 white rook · c1 white bishop · e1 white king · f1 white bishop · h1 white rook | a8 black rook · c8 black bishop · d8 black queen · e8 black king · h8 black rook · a7 black pawn · b7 black pawn · d7 black knight · f7 black pawn · g7 black pawn · h7 black pawn · c6 black pawn · d6 black bishop · e6 black pawn · f6 black knight · d5 black pawn · c4 white pawn · d4 white pawn · g4 white pawn · c3 white knight · e3 white pawn · f3 white knight · a2 white pawn · b2 white pawn · c2 white queen · f2 white pawn · h2 white pawn · a1 white rook · c1 white bishop · e1 white king · f1 white bishop · h1 white rook | 7 |
| 6 | a8 black rook · c8 black bishop · d8 black queen · e8 black king · h8 black rook · a7 black pawn · b7 black pawn · d7 black knight · f7 black pawn · g7 black pawn · h7 black pawn · c6 black pawn · d6 black bishop · e6 black pawn · f6 black knight · d5 black pawn · c4 white pawn · d4 white pawn · g4 white pawn · c3 white knight · e3 white pawn · f3 white knight · a2 white pawn · b2 white pawn · c2 white queen · f2 white pawn · h2 white pawn · a1 white rook · c1 white bishop · e1 white king · f1 white bishop · h1 white rook | a8 black rook · c8 black bishop · d8 black queen · e8 black king · h8 black rook · a7 black pawn · b7 black pawn · d7 black knight · f7 black pawn · g7 black pawn · h7 black pawn · c6 black pawn · d6 black bishop · e6 black pawn · f6 black knight · d5 black pawn · c4 white pawn · d4 white pawn · g4 white pawn · c3 white knight · e3 white pawn · f3 white knight · a2 white pawn · b2 white pawn · c2 white queen · f2 white pawn · h2 white pawn · a1 white rook · c1 white bishop · e1 white king · f1 white bishop · h1 white rook | a8 black rook · c8 black bishop · d8 black queen · e8 black king · h8 black rook · a7 black pawn · b7 black pawn · d7 black knight · f7 black pawn · g7 black pawn · h7 black pawn · c6 black pawn · d6 black bishop · e6 black pawn · f6 black knight · d5 black pawn · c4 white pawn · d4 white pawn · g4 white pawn · c3 white knight · e3 white pawn · f3 white knight · a2 white pawn · b2 white pawn · c2 white queen · f2 white pawn · h2 white pawn · a1 white rook · c1 white bishop · e1 white king · f1 white bishop · h1 white rook | a8 black rook · c8 black bishop · d8 black queen · e8 black king · h8 black rook · a7 black pawn · b7 black pawn · d7 black knight · f7 black pawn · g7 black pawn · h7 black pawn · c6 black pawn · d6 black bishop · e6 black pawn · f6 black knight · d5 black pawn · c4 white pawn · d4 white pawn · g4 white pawn · c3 white knight · e3 white pawn · f3 white knight · a2 white pawn · b2 white pawn · c2 white queen · f2 white pawn · h2 white pawn · a1 white rook · c1 white bishop · e1 white king · f1 white bishop · h1 white rook | a8 black rook · c8 black bishop · d8 black queen · e8 black king · h8 black rook · a7 black pawn · b7 black pawn · d7 black knight · f7 black pawn · g7 black pawn · h7 black pawn · c6 black pawn · d6 black bishop · e6 black pawn · f6 black knight · d5 black pawn · c4 white pawn · d4 white pawn · g4 white pawn · c3 white knight · e3 white pawn · f3 white knight · a2 white pawn · b2 white pawn · c2 white queen · f2 white pawn · h2 white pawn · a1 white rook · c1 white bishop · e1 white king · f1 white bishop · h1 white rook | a8 black rook · c8 black bishop · d8 black queen · e8 black king · h8 black rook · a7 black pawn · b7 black pawn · d7 black knight · f7 black pawn · g7 black pawn · h7 black pawn · c6 black pawn · d6 black bishop · e6 black pawn · f6 black knight · d5 black pawn · c4 white pawn · d4 white pawn · g4 white pawn · c3 white knight · e3 white pawn · f3 white knight · a2 white pawn · b2 white pawn · c2 white queen · f2 white pawn · h2 white pawn · a1 white rook · c1 white bishop · e1 white king · f1 white bishop · h1 white rook | a8 black rook · c8 black bishop · d8 black queen · e8 black king · h8 black rook · a7 black pawn · b7 black pawn · d7 black knight · f7 black pawn · g7 black pawn · h7 black pawn · c6 black pawn · d6 black bishop · e6 black pawn · f6 black knight · d5 black pawn · c4 white pawn · d4 white pawn · g4 white pawn · c3 white knight · e3 white pawn · f3 white knight · a2 white pawn · b2 white pawn · c2 white queen · f2 white pawn · h2 white pawn · a1 white rook · c1 white bishop · e1 white king · f1 white bishop · h1 white rook | a8 black rook · c8 black bishop · d8 black queen · e8 black king · h8 black rook · a7 black pawn · b7 black pawn · d7 black knight · f7 black pawn · g7 black pawn · h7 black pawn · c6 black pawn · d6 black bishop · e6 black pawn · f6 black knight · d5 black pawn · c4 white pawn · d4 white pawn · g4 white pawn · c3 white knight · e3 white pawn · f3 white knight · a2 white pawn · b2 white pawn · c2 white queen · f2 white pawn · h2 white pawn · a1 white rook · c1 white bishop · e1 white king · f1 white bishop · h1 white rook | 6 |
| 5 | a8 black rook · c8 black bishop · d8 black queen · e8 black king · h8 black rook · a7 black pawn · b7 black pawn · d7 black knight · f7 black pawn · g7 black pawn · h7 black pawn · c6 black pawn · d6 black bishop · e6 black pawn · f6 black knight · d5 black pawn · c4 white pawn · d4 white pawn · g4 white pawn · c3 white knight · e3 white pawn · f3 white knight · a2 white pawn · b2 white pawn · c2 white queen · f2 white pawn · h2 white pawn · a1 white rook · c1 white bishop · e1 white king · f1 white bishop · h1 white rook | a8 black rook · c8 black bishop · d8 black queen · e8 black king · h8 black rook · a7 black pawn · b7 black pawn · d7 black knight · f7 black pawn · g7 black pawn · h7 black pawn · c6 black pawn · d6 black bishop · e6 black pawn · f6 black knight · d5 black pawn · c4 white pawn · d4 white pawn · g4 white pawn · c3 white knight · e3 white pawn · f3 white knight · a2 white pawn · b2 white pawn · c2 white queen · f2 white pawn · h2 white pawn · a1 white rook · c1 white bishop · e1 white king · f1 white bishop · h1 white rook | a8 black rook · c8 black bishop · d8 black queen · e8 black king · h8 black rook · a7 black pawn · b7 black pawn · d7 black knight · f7 black pawn · g7 black pawn · h7 black pawn · c6 black pawn · d6 black bishop · e6 black pawn · f6 black knight · d5 black pawn · c4 white pawn · d4 white pawn · g4 white pawn · c3 white knight · e3 white pawn · f3 white knight · a2 white pawn · b2 white pawn · c2 white queen · f2 white pawn · h2 white pawn · a1 white rook · c1 white bishop · e1 white king · f1 white bishop · h1 white rook | a8 black rook · c8 black bishop · d8 black queen · e8 black king · h8 black rook · a7 black pawn · b7 black pawn · d7 black knight · f7 black pawn · g7 black pawn · h7 black pawn · c6 black pawn · d6 black bishop · e6 black pawn · f6 black knight · d5 black pawn · c4 white pawn · d4 white pawn · g4 white pawn · c3 white knight · e3 white pawn · f3 white knight · a2 white pawn · b2 white pawn · c2 white queen · f2 white pawn · h2 white pawn · a1 white rook · c1 white bishop · e1 white king · f1 white bishop · h1 white rook | a8 black rook · c8 black bishop · d8 black queen · e8 black king · h8 black rook · a7 black pawn · b7 black pawn · d7 black knight · f7 black pawn · g7 black pawn · h7 black pawn · c6 black pawn · d6 black bishop · e6 black pawn · f6 black knight · d5 black pawn · c4 white pawn · d4 white pawn · g4 white pawn · c3 white knight · e3 white pawn · f3 white knight · a2 white pawn · b2 white pawn · c2 white queen · f2 white pawn · h2 white pawn · a1 white rook · c1 white bishop · e1 white king · f1 white bishop · h1 white rook | a8 black rook · c8 black bishop · d8 black queen · e8 black king · h8 black rook · a7 black pawn · b7 black pawn · d7 black knight · f7 black pawn · g7 black pawn · h7 black pawn · c6 black pawn · d6 black bishop · e6 black pawn · f6 black knight · d5 black pawn · c4 white pawn · d4 white pawn · g4 white pawn · c3 white knight · e3 white pawn · f3 white knight · a2 white pawn · b2 white pawn · c2 white queen · f2 white pawn · h2 white pawn · a1 white rook · c1 white bishop · e1 white king · f1 white bishop · h1 white rook | a8 black rook · c8 black bishop · d8 black queen · e8 black king · h8 black rook · a7 black pawn · b7 black pawn · d7 black knight · f7 black pawn · g7 black pawn · h7 black pawn · c6 black pawn · d6 black bishop · e6 black pawn · f6 black knight · d5 black pawn · c4 white pawn · d4 white pawn · g4 white pawn · c3 white knight · e3 white pawn · f3 white knight · a2 white pawn · b2 white pawn · c2 white queen · f2 white pawn · h2 white pawn · a1 white rook · c1 white bishop · e1 white king · f1 white bishop · h1 white rook | a8 black rook · c8 black bishop · d8 black queen · e8 black king · h8 black rook · a7 black pawn · b7 black pawn · d7 black knight · f7 black pawn · g7 black pawn · h7 black pawn · c6 black pawn · d6 black bishop · e6 black pawn · f6 black knight · d5 black pawn · c4 white pawn · d4 white pawn · g4 white pawn · c3 white knight · e3 white pawn · f3 white knight · a2 white pawn · b2 white pawn · c2 white queen · f2 white pawn · h2 white pawn · a1 white rook · c1 white bishop · e1 white king · f1 white bishop · h1 white rook | 5 |
| 4 | a8 black rook · c8 black bishop · d8 black queen · e8 black king · h8 black rook · a7 black pawn · b7 black pawn · d7 black knight · f7 black pawn · g7 black pawn · h7 black pawn · c6 black pawn · d6 black bishop · e6 black pawn · f6 black knight · d5 black pawn · c4 white pawn · d4 white pawn · g4 white pawn · c3 white knight · e3 white pawn · f3 white knight · a2 white pawn · b2 white pawn · c2 white queen · f2 white pawn · h2 white pawn · a1 white rook · c1 white bishop · e1 white king · f1 white bishop · h1 white rook | a8 black rook · c8 black bishop · d8 black queen · e8 black king · h8 black rook · a7 black pawn · b7 black pawn · d7 black knight · f7 black pawn · g7 black pawn · h7 black pawn · c6 black pawn · d6 black bishop · e6 black pawn · f6 black knight · d5 black pawn · c4 white pawn · d4 white pawn · g4 white pawn · c3 white knight · e3 white pawn · f3 white knight · a2 white pawn · b2 white pawn · c2 white queen · f2 white pawn · h2 white pawn · a1 white rook · c1 white bishop · e1 white king · f1 white bishop · h1 white rook | a8 black rook · c8 black bishop · d8 black queen · e8 black king · h8 black rook · a7 black pawn · b7 black pawn · d7 black knight · f7 black pawn · g7 black pawn · h7 black pawn · c6 black pawn · d6 black bishop · e6 black pawn · f6 black knight · d5 black pawn · c4 white pawn · d4 white pawn · g4 white pawn · c3 white knight · e3 white pawn · f3 white knight · a2 white pawn · b2 white pawn · c2 white queen · f2 white pawn · h2 white pawn · a1 white rook · c1 white bishop · e1 white king · f1 white bishop · h1 white rook | a8 black rook · c8 black bishop · d8 black queen · e8 black king · h8 black rook · a7 black pawn · b7 black pawn · d7 black knight · f7 black pawn · g7 black pawn · h7 black pawn · c6 black pawn · d6 black bishop · e6 black pawn · f6 black knight · d5 black pawn · c4 white pawn · d4 white pawn · g4 white pawn · c3 white knight · e3 white pawn · f3 white knight · a2 white pawn · b2 white pawn · c2 white queen · f2 white pawn · h2 white pawn · a1 white rook · c1 white bishop · e1 white king · f1 white bishop · h1 white rook | a8 black rook · c8 black bishop · d8 black queen · e8 black king · h8 black rook · a7 black pawn · b7 black pawn · d7 black knight · f7 black pawn · g7 black pawn · h7 black pawn · c6 black pawn · d6 black bishop · e6 black pawn · f6 black knight · d5 black pawn · c4 white pawn · d4 white pawn · g4 white pawn · c3 white knight · e3 white pawn · f3 white knight · a2 white pawn · b2 white pawn · c2 white queen · f2 white pawn · h2 white pawn · a1 white rook · c1 white bishop · e1 white king · f1 white bishop · h1 white rook | a8 black rook · c8 black bishop · d8 black queen · e8 black king · h8 black rook · a7 black pawn · b7 black pawn · d7 black knight · f7 black pawn · g7 black pawn · h7 black pawn · c6 black pawn · d6 black bishop · e6 black pawn · f6 black knight · d5 black pawn · c4 white pawn · d4 white pawn · g4 white pawn · c3 white knight · e3 white pawn · f3 white knight · a2 white pawn · b2 white pawn · c2 white queen · f2 white pawn · h2 white pawn · a1 white rook · c1 white bishop · e1 white king · f1 white bishop · h1 white rook | a8 black rook · c8 black bishop · d8 black queen · e8 black king · h8 black rook · a7 black pawn · b7 black pawn · d7 black knight · f7 black pawn · g7 black pawn · h7 black pawn · c6 black pawn · d6 black bishop · e6 black pawn · f6 black knight · d5 black pawn · c4 white pawn · d4 white pawn · g4 white pawn · c3 white knight · e3 white pawn · f3 white knight · a2 white pawn · b2 white pawn · c2 white queen · f2 white pawn · h2 white pawn · a1 white rook · c1 white bishop · e1 white king · f1 white bishop · h1 white rook | a8 black rook · c8 black bishop · d8 black queen · e8 black king · h8 black rook · a7 black pawn · b7 black pawn · d7 black knight · f7 black pawn · g7 black pawn · h7 black pawn · c6 black pawn · d6 black bishop · e6 black pawn · f6 black knight · d5 black pawn · c4 white pawn · d4 white pawn · g4 white pawn · c3 white knight · e3 white pawn · f3 white knight · a2 white pawn · b2 white pawn · c2 white queen · f2 white pawn · h2 white pawn · a1 white rook · c1 white bishop · e1 white king · f1 white bishop · h1 white rook | 4 |
| 3 | a8 black rook · c8 black bishop · d8 black queen · e8 black king · h8 black rook · a7 black pawn · b7 black pawn · d7 black knight · f7 black pawn · g7 black pawn · h7 black pawn · c6 black pawn · d6 black bishop · e6 black pawn · f6 black knight · d5 black pawn · c4 white pawn · d4 white pawn · g4 white pawn · c3 white knight · e3 white pawn · f3 white knight · a2 white pawn · b2 white pawn · c2 white queen · f2 white pawn · h2 white pawn · a1 white rook · c1 white bishop · e1 white king · f1 white bishop · h1 white rook | a8 black rook · c8 black bishop · d8 black queen · e8 black king · h8 black rook · a7 black pawn · b7 black pawn · d7 black knight · f7 black pawn · g7 black pawn · h7 black pawn · c6 black pawn · d6 black bishop · e6 black pawn · f6 black knight · d5 black pawn · c4 white pawn · d4 white pawn · g4 white pawn · c3 white knight · e3 white pawn · f3 white knight · a2 white pawn · b2 white pawn · c2 white queen · f2 white pawn · h2 white pawn · a1 white rook · c1 white bishop · e1 white king · f1 white bishop · h1 white rook | a8 black rook · c8 black bishop · d8 black queen · e8 black king · h8 black rook · a7 black pawn · b7 black pawn · d7 black knight · f7 black pawn · g7 black pawn · h7 black pawn · c6 black pawn · d6 black bishop · e6 black pawn · f6 black knight · d5 black pawn · c4 white pawn · d4 white pawn · g4 white pawn · c3 white knight · e3 white pawn · f3 white knight · a2 white pawn · b2 white pawn · c2 white queen · f2 white pawn · h2 white pawn · a1 white rook · c1 white bishop · e1 white king · f1 white bishop · h1 white rook | a8 black rook · c8 black bishop · d8 black queen · e8 black king · h8 black rook · a7 black pawn · b7 black pawn · d7 black knight · f7 black pawn · g7 black pawn · h7 black pawn · c6 black pawn · d6 black bishop · e6 black pawn · f6 black knight · d5 black pawn · c4 white pawn · d4 white pawn · g4 white pawn · c3 white knight · e3 white pawn · f3 white knight · a2 white pawn · b2 white pawn · c2 white queen · f2 white pawn · h2 white pawn · a1 white rook · c1 white bishop · e1 white king · f1 white bishop · h1 white rook | a8 black rook · c8 black bishop · d8 black queen · e8 black king · h8 black rook · a7 black pawn · b7 black pawn · d7 black knight · f7 black pawn · g7 black pawn · h7 black pawn · c6 black pawn · d6 black bishop · e6 black pawn · f6 black knight · d5 black pawn · c4 white pawn · d4 white pawn · g4 white pawn · c3 white knight · e3 white pawn · f3 white knight · a2 white pawn · b2 white pawn · c2 white queen · f2 white pawn · h2 white pawn · a1 white rook · c1 white bishop · e1 white king · f1 white bishop · h1 white rook | a8 black rook · c8 black bishop · d8 black queen · e8 black king · h8 black rook · a7 black pawn · b7 black pawn · d7 black knight · f7 black pawn · g7 black pawn · h7 black pawn · c6 black pawn · d6 black bishop · e6 black pawn · f6 black knight · d5 black pawn · c4 white pawn · d4 white pawn · g4 white pawn · c3 white knight · e3 white pawn · f3 white knight · a2 white pawn · b2 white pawn · c2 white queen · f2 white pawn · h2 white pawn · a1 white rook · c1 white bishop · e1 white king · f1 white bishop · h1 white rook | a8 black rook · c8 black bishop · d8 black queen · e8 black king · h8 black rook · a7 black pawn · b7 black pawn · d7 black knight · f7 black pawn · g7 black pawn · h7 black pawn · c6 black pawn · d6 black bishop · e6 black pawn · f6 black knight · d5 black pawn · c4 white pawn · d4 white pawn · g4 white pawn · c3 white knight · e3 white pawn · f3 white knight · a2 white pawn · b2 white pawn · c2 white queen · f2 white pawn · h2 white pawn · a1 white rook · c1 white bishop · e1 white king · f1 white bishop · h1 white rook | a8 black rook · c8 black bishop · d8 black queen · e8 black king · h8 black rook · a7 black pawn · b7 black pawn · d7 black knight · f7 black pawn · g7 black pawn · h7 black pawn · c6 black pawn · d6 black bishop · e6 black pawn · f6 black knight · d5 black pawn · c4 white pawn · d4 white pawn · g4 white pawn · c3 white knight · e3 white pawn · f3 white knight · a2 white pawn · b2 white pawn · c2 white queen · f2 white pawn · h2 white pawn · a1 white rook · c1 white bishop · e1 white king · f1 white bishop · h1 white rook | 3 |
| 2 | a8 black rook · c8 black bishop · d8 black queen · e8 black king · h8 black rook · a7 black pawn · b7 black pawn · d7 black knight · f7 black pawn · g7 black pawn · h7 black pawn · c6 black pawn · d6 black bishop · e6 black pawn · f6 black knight · d5 black pawn · c4 white pawn · d4 white pawn · g4 white pawn · c3 white knight · e3 white pawn · f3 white knight · a2 white pawn · b2 white pawn · c2 white queen · f2 white pawn · h2 white pawn · a1 white rook · c1 white bishop · e1 white king · f1 white bishop · h1 white rook | a8 black rook · c8 black bishop · d8 black queen · e8 black king · h8 black rook · a7 black pawn · b7 black pawn · d7 black knight · f7 black pawn · g7 black pawn · h7 black pawn · c6 black pawn · d6 black bishop · e6 black pawn · f6 black knight · d5 black pawn · c4 white pawn · d4 white pawn · g4 white pawn · c3 white knight · e3 white pawn · f3 white knight · a2 white pawn · b2 white pawn · c2 white queen · f2 white pawn · h2 white pawn · a1 white rook · c1 white bishop · e1 white king · f1 white bishop · h1 white rook | a8 black rook · c8 black bishop · d8 black queen · e8 black king · h8 black rook · a7 black pawn · b7 black pawn · d7 black knight · f7 black pawn · g7 black pawn · h7 black pawn · c6 black pawn · d6 black bishop · e6 black pawn · f6 black knight · d5 black pawn · c4 white pawn · d4 white pawn · g4 white pawn · c3 white knight · e3 white pawn · f3 white knight · a2 white pawn · b2 white pawn · c2 white queen · f2 white pawn · h2 white pawn · a1 white rook · c1 white bishop · e1 white king · f1 white bishop · h1 white rook | a8 black rook · c8 black bishop · d8 black queen · e8 black king · h8 black rook · a7 black pawn · b7 black pawn · d7 black knight · f7 black pawn · g7 black pawn · h7 black pawn · c6 black pawn · d6 black bishop · e6 black pawn · f6 black knight · d5 black pawn · c4 white pawn · d4 white pawn · g4 white pawn · c3 white knight · e3 white pawn · f3 white knight · a2 white pawn · b2 white pawn · c2 white queen · f2 white pawn · h2 white pawn · a1 white rook · c1 white bishop · e1 white king · f1 white bishop · h1 white rook | a8 black rook · c8 black bishop · d8 black queen · e8 black king · h8 black rook · a7 black pawn · b7 black pawn · d7 black knight · f7 black pawn · g7 black pawn · h7 black pawn · c6 black pawn · d6 black bishop · e6 black pawn · f6 black knight · d5 black pawn · c4 white pawn · d4 white pawn · g4 white pawn · c3 white knight · e3 white pawn · f3 white knight · a2 white pawn · b2 white pawn · c2 white queen · f2 white pawn · h2 white pawn · a1 white rook · c1 white bishop · e1 white king · f1 white bishop · h1 white rook | a8 black rook · c8 black bishop · d8 black queen · e8 black king · h8 black rook · a7 black pawn · b7 black pawn · d7 black knight · f7 black pawn · g7 black pawn · h7 black pawn · c6 black pawn · d6 black bishop · e6 black pawn · f6 black knight · d5 black pawn · c4 white pawn · d4 white pawn · g4 white pawn · c3 white knight · e3 white pawn · f3 white knight · a2 white pawn · b2 white pawn · c2 white queen · f2 white pawn · h2 white pawn · a1 white rook · c1 white bishop · e1 white king · f1 white bishop · h1 white rook | a8 black rook · c8 black bishop · d8 black queen · e8 black king · h8 black rook · a7 black pawn · b7 black pawn · d7 black knight · f7 black pawn · g7 black pawn · h7 black pawn · c6 black pawn · d6 black bishop · e6 black pawn · f6 black knight · d5 black pawn · c4 white pawn · d4 white pawn · g4 white pawn · c3 white knight · e3 white pawn · f3 white knight · a2 white pawn · b2 white pawn · c2 white queen · f2 white pawn · h2 white pawn · a1 white rook · c1 white bishop · e1 white king · f1 white bishop · h1 white rook | a8 black rook · c8 black bishop · d8 black queen · e8 black king · h8 black rook · a7 black pawn · b7 black pawn · d7 black knight · f7 black pawn · g7 black pawn · h7 black pawn · c6 black pawn · d6 black bishop · e6 black pawn · f6 black knight · d5 black pawn · c4 white pawn · d4 white pawn · g4 white pawn · c3 white knight · e3 white pawn · f3 white knight · a2 white pawn · b2 white pawn · c2 white queen · f2 white pawn · h2 white pawn · a1 white rook · c1 white bishop · e1 white king · f1 white bishop · h1 white rook | 2 |
| 1 | a8 black rook · c8 black bishop · d8 black queen · e8 black king · h8 black rook · a7 black pawn · b7 black pawn · d7 black knight · f7 black pawn · g7 black pawn · h7 black pawn · c6 black pawn · d6 black bishop · e6 black pawn · f6 black knight · d5 black pawn · c4 white pawn · d4 white pawn · g4 white pawn · c3 white knight · e3 white pawn · f3 white knight · a2 white pawn · b2 white pawn · c2 white queen · f2 white pawn · h2 white pawn · a1 white rook · c1 white bishop · e1 white king · f1 white bishop · h1 white rook | a8 black rook · c8 black bishop · d8 black queen · e8 black king · h8 black rook · a7 black pawn · b7 black pawn · d7 black knight · f7 black pawn · g7 black pawn · h7 black pawn · c6 black pawn · d6 black bishop · e6 black pawn · f6 black knight · d5 black pawn · c4 white pawn · d4 white pawn · g4 white pawn · c3 white knight · e3 white pawn · f3 white knight · a2 white pawn · b2 white pawn · c2 white queen · f2 white pawn · h2 white pawn · a1 white rook · c1 white bishop · e1 white king · f1 white bishop · h1 white rook | a8 black rook · c8 black bishop · d8 black queen · e8 black king · h8 black rook · a7 black pawn · b7 black pawn · d7 black knight · f7 black pawn · g7 black pawn · h7 black pawn · c6 black pawn · d6 black bishop · e6 black pawn · f6 black knight · d5 black pawn · c4 white pawn · d4 white pawn · g4 white pawn · c3 white knight · e3 white pawn · f3 white knight · a2 white pawn · b2 white pawn · c2 white queen · f2 white pawn · h2 white pawn · a1 white rook · c1 white bishop · e1 white king · f1 white bishop · h1 white rook | a8 black rook · c8 black bishop · d8 black queen · e8 black king · h8 black rook · a7 black pawn · b7 black pawn · d7 black knight · f7 black pawn · g7 black pawn · h7 black pawn · c6 black pawn · d6 black bishop · e6 black pawn · f6 black knight · d5 black pawn · c4 white pawn · d4 white pawn · g4 white pawn · c3 white knight · e3 white pawn · f3 white knight · a2 white pawn · b2 white pawn · c2 white queen · f2 white pawn · h2 white pawn · a1 white rook · c1 white bishop · e1 white king · f1 white bishop · h1 white rook | a8 black rook · c8 black bishop · d8 black queen · e8 black king · h8 black rook · a7 black pawn · b7 black pawn · d7 black knight · f7 black pawn · g7 black pawn · h7 black pawn · c6 black pawn · d6 black bishop · e6 black pawn · f6 black knight · d5 black pawn · c4 white pawn · d4 white pawn · g4 white pawn · c3 white knight · e3 white pawn · f3 white knight · a2 white pawn · b2 white pawn · c2 white queen · f2 white pawn · h2 white pawn · a1 white rook · c1 white bishop · e1 white king · f1 white bishop · h1 white rook | a8 black rook · c8 black bishop · d8 black queen · e8 black king · h8 black rook · a7 black pawn · b7 black pawn · d7 black knight · f7 black pawn · g7 black pawn · h7 black pawn · c6 black pawn · d6 black bishop · e6 black pawn · f6 black knight · d5 black pawn · c4 white pawn · d4 white pawn · g4 white pawn · c3 white knight · e3 white pawn · f3 white knight · a2 white pawn · b2 white pawn · c2 white queen · f2 white pawn · h2 white pawn · a1 white rook · c1 white bishop · e1 white king · f1 white bishop · h1 white rook | a8 black rook · c8 black bishop · d8 black queen · e8 black king · h8 black rook · a7 black pawn · b7 black pawn · d7 black knight · f7 black pawn · g7 black pawn · h7 black pawn · c6 black pawn · d6 black bishop · e6 black pawn · f6 black knight · d5 black pawn · c4 white pawn · d4 white pawn · g4 white pawn · c3 white knight · e3 white pawn · f3 white knight · a2 white pawn · b2 white pawn · c2 white queen · f2 white pawn · h2 white pawn · a1 white rook · c1 white bishop · e1 white king · f1 white bishop · h1 white rook | a8 black rook · c8 black bishop · d8 black queen · e8 black king · h8 black rook · a7 black pawn · b7 black pawn · d7 black knight · f7 black pawn · g7 black pawn · h7 black pawn · c6 black pawn · d6 black bishop · e6 black pawn · f6 black knight · d5 black pawn · c4 white pawn · d4 white pawn · g4 white pawn · c3 white knight · e3 white pawn · f3 white knight · a2 white pawn · b2 white pawn · c2 white queen · f2 white pawn · h2 white pawn · a1 white rook · c1 white bishop · e1 white king · f1 white bishop · h1 white rook | 1 |
|   | a | b | c | d | e | f | g | h |   |

 Друга све чешћа линија гамбита која се користи у анти-мерану је оштри 7.г4. Популаризован од стране Александра Шабалова и Алексеја Широва, гамбит дестабилизује центар црног и био је успјешан за неколико велемајстора, укључујући Каспарова, који је са њим освојио прву партију свог меча 2003. године против рачунарског шаховског програма Дип Џуниор . 

## 5. Лг5
|   | a | b | c | d | e | f | g | h |   |
| 8 | a8 black rook · b8 black knight · c8 black bishop · d8 black queen · e8 black king · f8 black bishop · h8 black rook · a7 black pawn · b7 black pawn · f7 black pawn · g7 black pawn · h7 black pawn · c6 black pawn · e6 black pawn · f6 black knight · d5 black pawn · g5 white bishop · c4 white pawn · d4 white pawn · c3 white knight · f3 white knight · a2 white pawn · b2 white pawn · e2 white pawn · f2 white pawn · g2 white pawn · h2 white pawn · a1 white rook · d1 white queen · e1 white king · f1 white bishop · h1 white rook | a8 black rook · b8 black knight · c8 black bishop · d8 black queen · e8 black king · f8 black bishop · h8 black rook · a7 black pawn · b7 black pawn · f7 black pawn · g7 black pawn · h7 black pawn · c6 black pawn · e6 black pawn · f6 black knight · d5 black pawn · g5 white bishop · c4 white pawn · d4 white pawn · c3 white knight · f3 white knight · a2 white pawn · b2 white pawn · e2 white pawn · f2 white pawn · g2 white pawn · h2 white pawn · a1 white rook · d1 white queen · e1 white king · f1 white bishop · h1 white rook | a8 black rook · b8 black knight · c8 black bishop · d8 black queen · e8 black king · f8 black bishop · h8 black rook · a7 black pawn · b7 black pawn · f7 black pawn · g7 black pawn · h7 black pawn · c6 black pawn · e6 black pawn · f6 black knight · d5 black pawn · g5 white bishop · c4 white pawn · d4 white pawn · c3 white knight · f3 white knight · a2 white pawn · b2 white pawn · e2 white pawn · f2 white pawn · g2 white pawn · h2 white pawn · a1 white rook · d1 white queen · e1 white king · f1 white bishop · h1 white rook | a8 black rook · b8 black knight · c8 black bishop · d8 black queen · e8 black king · f8 black bishop · h8 black rook · a7 black pawn · b7 black pawn · f7 black pawn · g7 black pawn · h7 black pawn · c6 black pawn · e6 black pawn · f6 black knight · d5 black pawn · g5 white bishop · c4 white pawn · d4 white pawn · c3 white knight · f3 white knight · a2 white pawn · b2 white pawn · e2 white pawn · f2 white pawn · g2 white pawn · h2 white pawn · a1 white rook · d1 white queen · e1 white king · f1 white bishop · h1 white rook | a8 black rook · b8 black knight · c8 black bishop · d8 black queen · e8 black king · f8 black bishop · h8 black rook · a7 black pawn · b7 black pawn · f7 black pawn · g7 black pawn · h7 black pawn · c6 black pawn · e6 black pawn · f6 black knight · d5 black pawn · g5 white bishop · c4 white pawn · d4 white pawn · c3 white knight · f3 white knight · a2 white pawn · b2 white pawn · e2 white pawn · f2 white pawn · g2 white pawn · h2 white pawn · a1 white rook · d1 white queen · e1 white king · f1 white bishop · h1 white rook | a8 black rook · b8 black knight · c8 black bishop · d8 black queen · e8 black king · f8 black bishop · h8 black rook · a7 black pawn · b7 black pawn · f7 black pawn · g7 black pawn · h7 black pawn · c6 black pawn · e6 black pawn · f6 black knight · d5 black pawn · g5 white bishop · c4 white pawn · d4 white pawn · c3 white knight · f3 white knight · a2 white pawn · b2 white pawn · e2 white pawn · f2 white pawn · g2 white pawn · h2 white pawn · a1 white rook · d1 white queen · e1 white king · f1 white bishop · h1 white rook | a8 black rook · b8 black knight · c8 black bishop · d8 black queen · e8 black king · f8 black bishop · h8 black rook · a7 black pawn · b7 black pawn · f7 black pawn · g7 black pawn · h7 black pawn · c6 black pawn · e6 black pawn · f6 black knight · d5 black pawn · g5 white bishop · c4 white pawn · d4 white pawn · c3 white knight · f3 white knight · a2 white pawn · b2 white pawn · e2 white pawn · f2 white pawn · g2 white pawn · h2 white pawn · a1 white rook · d1 white queen · e1 white king · f1 white bishop · h1 white rook | a8 black rook · b8 black knight · c8 black bishop · d8 black queen · e8 black king · f8 black bishop · h8 black rook · a7 black pawn · b7 black pawn · f7 black pawn · g7 black pawn · h7 black pawn · c6 black pawn · e6 black pawn · f6 black knight · d5 black pawn · g5 white bishop · c4 white pawn · d4 white pawn · c3 white knight · f3 white knight · a2 white pawn · b2 white pawn · e2 white pawn · f2 white pawn · g2 white pawn · h2 white pawn · a1 white rook · d1 white queen · e1 white king · f1 white bishop · h1 white rook | 8 |
| 7 | a8 black rook · b8 black knight · c8 black bishop · d8 black queen · e8 black king · f8 black bishop · h8 black rook · a7 black pawn · b7 black pawn · f7 black pawn · g7 black pawn · h7 black pawn · c6 black pawn · e6 black pawn · f6 black knight · d5 black pawn · g5 white bishop · c4 white pawn · d4 white pawn · c3 white knight · f3 white knight · a2 white pawn · b2 white pawn · e2 white pawn · f2 white pawn · g2 white pawn · h2 white pawn · a1 white rook · d1 white queen · e1 white king · f1 white bishop · h1 white rook | a8 black rook · b8 black knight · c8 black bishop · d8 black queen · e8 black king · f8 black bishop · h8 black rook · a7 black pawn · b7 black pawn · f7 black pawn · g7 black pawn · h7 black pawn · c6 black pawn · e6 black pawn · f6 black knight · d5 black pawn · g5 white bishop · c4 white pawn · d4 white pawn · c3 white knight · f3 white knight · a2 white pawn · b2 white pawn · e2 white pawn · f2 white pawn · g2 white pawn · h2 white pawn · a1 white rook · d1 white queen · e1 white king · f1 white bishop · h1 white rook | a8 black rook · b8 black knight · c8 black bishop · d8 black queen · e8 black king · f8 black bishop · h8 black rook · a7 black pawn · b7 black pawn · f7 black pawn · g7 black pawn · h7 black pawn · c6 black pawn · e6 black pawn · f6 black knight · d5 black pawn · g5 white bishop · c4 white pawn · d4 white pawn · c3 white knight · f3 white knight · a2 white pawn · b2 white pawn · e2 white pawn · f2 white pawn · g2 white pawn · h2 white pawn · a1 white rook · d1 white queen · e1 white king · f1 white bishop · h1 white rook | a8 black rook · b8 black knight · c8 black bishop · d8 black queen · e8 black king · f8 black bishop · h8 black rook · a7 black pawn · b7 black pawn · f7 black pawn · g7 black pawn · h7 black pawn · c6 black pawn · e6 black pawn · f6 black knight · d5 black pawn · g5 white bishop · c4 white pawn · d4 white pawn · c3 white knight · f3 white knight · a2 white pawn · b2 white pawn · e2 white pawn · f2 white pawn · g2 white pawn · h2 white pawn · a1 white rook · d1 white queen · e1 white king · f1 white bishop · h1 white rook | a8 black rook · b8 black knight · c8 black bishop · d8 black queen · e8 black king · f8 black bishop · h8 black rook · a7 black pawn · b7 black pawn · f7 black pawn · g7 black pawn · h7 black pawn · c6 black pawn · e6 black pawn · f6 black knight · d5 black pawn · g5 white bishop · c4 white pawn · d4 white pawn · c3 white knight · f3 white knight · a2 white pawn · b2 white pawn · e2 white pawn · f2 white pawn · g2 white pawn · h2 white pawn · a1 white rook · d1 white queen · e1 white king · f1 white bishop · h1 white rook | a8 black rook · b8 black knight · c8 black bishop · d8 black queen · e8 black king · f8 black bishop · h8 black rook · a7 black pawn · b7 black pawn · f7 black pawn · g7 black pawn · h7 black pawn · c6 black pawn · e6 black pawn · f6 black knight · d5 black pawn · g5 white bishop · c4 white pawn · d4 white pawn · c3 white knight · f3 white knight · a2 white pawn · b2 white pawn · e2 white pawn · f2 white pawn · g2 white pawn · h2 white pawn · a1 white rook · d1 white queen · e1 white king · f1 white bishop · h1 white rook | a8 black rook · b8 black knight · c8 black bishop · d8 black queen · e8 black king · f8 black bishop · h8 black rook · a7 black pawn · b7 black pawn · f7 black pawn · g7 black pawn · h7 black pawn · c6 black pawn · e6 black pawn · f6 black knight · d5 black pawn · g5 white bishop · c4 white pawn · d4 white pawn · c3 white knight · f3 white knight · a2 white pawn · b2 white pawn · e2 white pawn · f2 white pawn · g2 white pawn · h2 white pawn · a1 white rook · d1 white queen · e1 white king · f1 white bishop · h1 white rook | a8 black rook · b8 black knight · c8 black bishop · d8 black queen · e8 black king · f8 black bishop · h8 black rook · a7 black pawn · b7 black pawn · f7 black pawn · g7 black pawn · h7 black pawn · c6 black pawn · e6 black pawn · f6 black knight · d5 black pawn · g5 white bishop · c4 white pawn · d4 white pawn · c3 white knight · f3 white knight · a2 white pawn · b2 white pawn · e2 white pawn · f2 white pawn · g2 white pawn · h2 white pawn · a1 white rook · d1 white queen · e1 white king · f1 white bishop · h1 white rook | 7 |
| 6 | a8 black rook · b8 black knight · c8 black bishop · d8 black queen · e8 black king · f8 black bishop · h8 black rook · a7 black pawn · b7 black pawn · f7 black pawn · g7 black pawn · h7 black pawn · c6 black pawn · e6 black pawn · f6 black knight · d5 black pawn · g5 white bishop · c4 white pawn · d4 white pawn · c3 white knight · f3 white knight · a2 white pawn · b2 white pawn · e2 white pawn · f2 white pawn · g2 white pawn · h2 white pawn · a1 white rook · d1 white queen · e1 white king · f1 white bishop · h1 white rook | a8 black rook · b8 black knight · c8 black bishop · d8 black queen · e8 black king · f8 black bishop · h8 black rook · a7 black pawn · b7 black pawn · f7 black pawn · g7 black pawn · h7 black pawn · c6 black pawn · e6 black pawn · f6 black knight · d5 black pawn · g5 white bishop · c4 white pawn · d4 white pawn · c3 white knight · f3 white knight · a2 white pawn · b2 white pawn · e2 white pawn · f2 white pawn · g2 white pawn · h2 white pawn · a1 white rook · d1 white queen · e1 white king · f1 white bishop · h1 white rook | a8 black rook · b8 black knight · c8 black bishop · d8 black queen · e8 black king · f8 black bishop · h8 black rook · a7 black pawn · b7 black pawn · f7 black pawn · g7 black pawn · h7 black pawn · c6 black pawn · e6 black pawn · f6 black knight · d5 black pawn · g5 white bishop · c4 white pawn · d4 white pawn · c3 white knight · f3 white knight · a2 white pawn · b2 white pawn · e2 white pawn · f2 white pawn · g2 white pawn · h2 white pawn · a1 white rook · d1 white queen · e1 white king · f1 white bishop · h1 white rook | a8 black rook · b8 black knight · c8 black bishop · d8 black queen · e8 black king · f8 black bishop · h8 black rook · a7 black pawn · b7 black pawn · f7 black pawn · g7 black pawn · h7 black pawn · c6 black pawn · e6 black pawn · f6 black knight · d5 black pawn · g5 white bishop · c4 white pawn · d4 white pawn · c3 white knight · f3 white knight · a2 white pawn · b2 white pawn · e2 white pawn · f2 white pawn · g2 white pawn · h2 white pawn · a1 white rook · d1 white queen · e1 white king · f1 white bishop · h1 white rook | a8 black rook · b8 black knight · c8 black bishop · d8 black queen · e8 black king · f8 black bishop · h8 black rook · a7 black pawn · b7 black pawn · f7 black pawn · g7 black pawn · h7 black pawn · c6 black pawn · e6 black pawn · f6 black knight · d5 black pawn · g5 white bishop · c4 white pawn · d4 white pawn · c3 white knight · f3 white knight · a2 white pawn · b2 white pawn · e2 white pawn · f2 white pawn · g2 white pawn · h2 white pawn · a1 white rook · d1 white queen · e1 white king · f1 white bishop · h1 white rook | a8 black rook · b8 black knight · c8 black bishop · d8 black queen · e8 black king · f8 black bishop · h8 black rook · a7 black pawn · b7 black pawn · f7 black pawn · g7 black pawn · h7 black pawn · c6 black pawn · e6 black pawn · f6 black knight · d5 black pawn · g5 white bishop · c4 white pawn · d4 white pawn · c3 white knight · f3 white knight · a2 white pawn · b2 white pawn · e2 white pawn · f2 white pawn · g2 white pawn · h2 white pawn · a1 white rook · d1 white queen · e1 white king · f1 white bishop · h1 white rook | a8 black rook · b8 black knight · c8 black bishop · d8 black queen · e8 black king · f8 black bishop · h8 black rook · a7 black pawn · b7 black pawn · f7 black pawn · g7 black pawn · h7 black pawn · c6 black pawn · e6 black pawn · f6 black knight · d5 black pawn · g5 white bishop · c4 white pawn · d4 white pawn · c3 white knight · f3 white knight · a2 white pawn · b2 white pawn · e2 white pawn · f2 white pawn · g2 white pawn · h2 white pawn · a1 white rook · d1 white queen · e1 white king · f1 white bishop · h1 white rook | a8 black rook · b8 black knight · c8 black bishop · d8 black queen · e8 black king · f8 black bishop · h8 black rook · a7 black pawn · b7 black pawn · f7 black pawn · g7 black pawn · h7 black pawn · c6 black pawn · e6 black pawn · f6 black knight · d5 black pawn · g5 white bishop · c4 white pawn · d4 white pawn · c3 white knight · f3 white knight · a2 white pawn · b2 white pawn · e2 white pawn · f2 white pawn · g2 white pawn · h2 white pawn · a1 white rook · d1 white queen · e1 white king · f1 white bishop · h1 white rook | 6 |
| 5 | a8 black rook · b8 black knight · c8 black bishop · d8 black queen · e8 black king · f8 black bishop · h8 black rook · a7 black pawn · b7 black pawn · f7 black pawn · g7 black pawn · h7 black pawn · c6 black pawn · e6 black pawn · f6 black knight · d5 black pawn · g5 white bishop · c4 white pawn · d4 white pawn · c3 white knight · f3 white knight · a2 white pawn · b2 white pawn · e2 white pawn · f2 white pawn · g2 white pawn · h2 white pawn · a1 white rook · d1 white queen · e1 white king · f1 white bishop · h1 white rook | a8 black rook · b8 black knight · c8 black bishop · d8 black queen · e8 black king · f8 black bishop · h8 black rook · a7 black pawn · b7 black pawn · f7 black pawn · g7 black pawn · h7 black pawn · c6 black pawn · e6 black pawn · f6 black knight · d5 black pawn · g5 white bishop · c4 white pawn · d4 white pawn · c3 white knight · f3 white knight · a2 white pawn · b2 white pawn · e2 white pawn · f2 white pawn · g2 white pawn · h2 white pawn · a1 white rook · d1 white queen · e1 white king · f1 white bishop · h1 white rook | a8 black rook · b8 black knight · c8 black bishop · d8 black queen · e8 black king · f8 black bishop · h8 black rook · a7 black pawn · b7 black pawn · f7 black pawn · g7 black pawn · h7 black pawn · c6 black pawn · e6 black pawn · f6 black knight · d5 black pawn · g5 white bishop · c4 white pawn · d4 white pawn · c3 white knight · f3 white knight · a2 white pawn · b2 white pawn · e2 white pawn · f2 white pawn · g2 white pawn · h2 white pawn · a1 white rook · d1 white queen · e1 white king · f1 white bishop · h1 white rook | a8 black rook · b8 black knight · c8 black bishop · d8 black queen · e8 black king · f8 black bishop · h8 black rook · a7 black pawn · b7 black pawn · f7 black pawn · g7 black pawn · h7 black pawn · c6 black pawn · e6 black pawn · f6 black knight · d5 black pawn · g5 white bishop · c4 white pawn · d4 white pawn · c3 white knight · f3 white knight · a2 white pawn · b2 white pawn · e2 white pawn · f2 white pawn · g2 white pawn · h2 white pawn · a1 white rook · d1 white queen · e1 white king · f1 white bishop · h1 white rook | a8 black rook · b8 black knight · c8 black bishop · d8 black queen · e8 black king · f8 black bishop · h8 black rook · a7 black pawn · b7 black pawn · f7 black pawn · g7 black pawn · h7 black pawn · c6 black pawn · e6 black pawn · f6 black knight · d5 black pawn · g5 white bishop · c4 white pawn · d4 white pawn · c3 white knight · f3 white knight · a2 white pawn · b2 white pawn · e2 white pawn · f2 white pawn · g2 white pawn · h2 white pawn · a1 white rook · d1 white queen · e1 white king · f1 white bishop · h1 white rook | a8 black rook · b8 black knight · c8 black bishop · d8 black queen · e8 black king · f8 black bishop · h8 black rook · a7 black pawn · b7 black pawn · f7 black pawn · g7 black pawn · h7 black pawn · c6 black pawn · e6 black pawn · f6 black knight · d5 black pawn · g5 white bishop · c4 white pawn · d4 white pawn · c3 white knight · f3 white knight · a2 white pawn · b2 white pawn · e2 white pawn · f2 white pawn · g2 white pawn · h2 white pawn · a1 white rook · d1 white queen · e1 white king · f1 white bishop · h1 white rook | a8 black rook · b8 black knight · c8 black bishop · d8 black queen · e8 black king · f8 black bishop · h8 black rook · a7 black pawn · b7 black pawn · f7 black pawn · g7 black pawn · h7 black pawn · c6 black pawn · e6 black pawn · f6 black knight · d5 black pawn · g5 white bishop · c4 white pawn · d4 white pawn · c3 white knight · f3 white knight · a2 white pawn · b2 white pawn · e2 white pawn · f2 white pawn · g2 white pawn · h2 white pawn · a1 white rook · d1 white queen · e1 white king · f1 white bishop · h1 white rook | a8 black rook · b8 black knight · c8 black bishop · d8 black queen · e8 black king · f8 black bishop · h8 black rook · a7 black pawn · b7 black pawn · f7 black pawn · g7 black pawn · h7 black pawn · c6 black pawn · e6 black pawn · f6 black knight · d5 black pawn · g5 white bishop · c4 white pawn · d4 white pawn · c3 white knight · f3 white knight · a2 white pawn · b2 white pawn · e2 white pawn · f2 white pawn · g2 white pawn · h2 white pawn · a1 white rook · d1 white queen · e1 white king · f1 white bishop · h1 white rook | 5 |
| 4 | a8 black rook · b8 black knight · c8 black bishop · d8 black queen · e8 black king · f8 black bishop · h8 black rook · a7 black pawn · b7 black pawn · f7 black pawn · g7 black pawn · h7 black pawn · c6 black pawn · e6 black pawn · f6 black knight · d5 black pawn · g5 white bishop · c4 white pawn · d4 white pawn · c3 white knight · f3 white knight · a2 white pawn · b2 white pawn · e2 white pawn · f2 white pawn · g2 white pawn · h2 white pawn · a1 white rook · d1 white queen · e1 white king · f1 white bishop · h1 white rook | a8 black rook · b8 black knight · c8 black bishop · d8 black queen · e8 black king · f8 black bishop · h8 black rook · a7 black pawn · b7 black pawn · f7 black pawn · g7 black pawn · h7 black pawn · c6 black pawn · e6 black pawn · f6 black knight · d5 black pawn · g5 white bishop · c4 white pawn · d4 white pawn · c3 white knight · f3 white knight · a2 white pawn · b2 white pawn · e2 white pawn · f2 white pawn · g2 white pawn · h2 white pawn · a1 white rook · d1 white queen · e1 white king · f1 white bishop · h1 white rook | a8 black rook · b8 black knight · c8 black bishop · d8 black queen · e8 black king · f8 black bishop · h8 black rook · a7 black pawn · b7 black pawn · f7 black pawn · g7 black pawn · h7 black pawn · c6 black pawn · e6 black pawn · f6 black knight · d5 black pawn · g5 white bishop · c4 white pawn · d4 white pawn · c3 white knight · f3 white knight · a2 white pawn · b2 white pawn · e2 white pawn · f2 white pawn · g2 white pawn · h2 white pawn · a1 white rook · d1 white queen · e1 white king · f1 white bishop · h1 white rook | a8 black rook · b8 black knight · c8 black bishop · d8 black queen · e8 black king · f8 black bishop · h8 black rook · a7 black pawn · b7 black pawn · f7 black pawn · g7 black pawn · h7 black pawn · c6 black pawn · e6 black pawn · f6 black knight · d5 black pawn · g5 white bishop · c4 white pawn · d4 white pawn · c3 white knight · f3 white knight · a2 white pawn · b2 white pawn · e2 white pawn · f2 white pawn · g2 white pawn · h2 white pawn · a1 white rook · d1 white queen · e1 white king · f1 white bishop · h1 white rook | a8 black rook · b8 black knight · c8 black bishop · d8 black queen · e8 black king · f8 black bishop · h8 black rook · a7 black pawn · b7 black pawn · f7 black pawn · g7 black pawn · h7 black pawn · c6 black pawn · e6 black pawn · f6 black knight · d5 black pawn · g5 white bishop · c4 white pawn · d4 white pawn · c3 white knight · f3 white knight · a2 white pawn · b2 white pawn · e2 white pawn · f2 white pawn · g2 white pawn · h2 white pawn · a1 white rook · d1 white queen · e1 white king · f1 white bishop · h1 white rook | a8 black rook · b8 black knight · c8 black bishop · d8 black queen · e8 black king · f8 black bishop · h8 black rook · a7 black pawn · b7 black pawn · f7 black pawn · g7 black pawn · h7 black pawn · c6 black pawn · e6 black pawn · f6 black knight · d5 black pawn · g5 white bishop · c4 white pawn · d4 white pawn · c3 white knight · f3 white knight · a2 white pawn · b2 white pawn · e2 white pawn · f2 white pawn · g2 white pawn · h2 white pawn · a1 white rook · d1 white queen · e1 white king · f1 white bishop · h1 white rook | a8 black rook · b8 black knight · c8 black bishop · d8 black queen · e8 black king · f8 black bishop · h8 black rook · a7 black pawn · b7 black pawn · f7 black pawn · g7 black pawn · h7 black pawn · c6 black pawn · e6 black pawn · f6 black knight · d5 black pawn · g5 white bishop · c4 white pawn · d4 white pawn · c3 white knight · f3 white knight · a2 white pawn · b2 white pawn · e2 white pawn · f2 white pawn · g2 white pawn · h2 white pawn · a1 white rook · d1 white queen · e1 white king · f1 white bishop · h1 white rook | a8 black rook · b8 black knight · c8 black bishop · d8 black queen · e8 black king · f8 black bishop · h8 black rook · a7 black pawn · b7 black pawn · f7 black pawn · g7 black pawn · h7 black pawn · c6 black pawn · e6 black pawn · f6 black knight · d5 black pawn · g5 white bishop · c4 white pawn · d4 white pawn · c3 white knight · f3 white knight · a2 white pawn · b2 white pawn · e2 white pawn · f2 white pawn · g2 white pawn · h2 white pawn · a1 white rook · d1 white queen · e1 white king · f1 white bishop · h1 white rook | 4 |
| 3 | a8 black rook · b8 black knight · c8 black bishop · d8 black queen · e8 black king · f8 black bishop · h8 black rook · a7 black pawn · b7 black pawn · f7 black pawn · g7 black pawn · h7 black pawn · c6 black pawn · e6 black pawn · f6 black knight · d5 black pawn · g5 white bishop · c4 white pawn · d4 white pawn · c3 white knight · f3 white knight · a2 white pawn · b2 white pawn · e2 white pawn · f2 white pawn · g2 white pawn · h2 white pawn · a1 white rook · d1 white queen · e1 white king · f1 white bishop · h1 white rook | a8 black rook · b8 black knight · c8 black bishop · d8 black queen · e8 black king · f8 black bishop · h8 black rook · a7 black pawn · b7 black pawn · f7 black pawn · g7 black pawn · h7 black pawn · c6 black pawn · e6 black pawn · f6 black knight · d5 black pawn · g5 white bishop · c4 white pawn · d4 white pawn · c3 white knight · f3 white knight · a2 white pawn · b2 white pawn · e2 white pawn · f2 white pawn · g2 white pawn · h2 white pawn · a1 white rook · d1 white queen · e1 white king · f1 white bishop · h1 white rook | a8 black rook · b8 black knight · c8 black bishop · d8 black queen · e8 black king · f8 black bishop · h8 black rook · a7 black pawn · b7 black pawn · f7 black pawn · g7 black pawn · h7 black pawn · c6 black pawn · e6 black pawn · f6 black knight · d5 black pawn · g5 white bishop · c4 white pawn · d4 white pawn · c3 white knight · f3 white knight · a2 white pawn · b2 white pawn · e2 white pawn · f2 white pawn · g2 white pawn · h2 white pawn · a1 white rook · d1 white queen · e1 white king · f1 white bishop · h1 white rook | a8 black rook · b8 black knight · c8 black bishop · d8 black queen · e8 black king · f8 black bishop · h8 black rook · a7 black pawn · b7 black pawn · f7 black pawn · g7 black pawn · h7 black pawn · c6 black pawn · e6 black pawn · f6 black knight · d5 black pawn · g5 white bishop · c4 white pawn · d4 white pawn · c3 white knight · f3 white knight · a2 white pawn · b2 white pawn · e2 white pawn · f2 white pawn · g2 white pawn · h2 white pawn · a1 white rook · d1 white queen · e1 white king · f1 white bishop · h1 white rook | a8 black rook · b8 black knight · c8 black bishop · d8 black queen · e8 black king · f8 black bishop · h8 black rook · a7 black pawn · b7 black pawn · f7 black pawn · g7 black pawn · h7 black pawn · c6 black pawn · e6 black pawn · f6 black knight · d5 black pawn · g5 white bishop · c4 white pawn · d4 white pawn · c3 white knight · f3 white knight · a2 white pawn · b2 white pawn · e2 white pawn · f2 white pawn · g2 white pawn · h2 white pawn · a1 white rook · d1 white queen · e1 white king · f1 white bishop · h1 white rook | a8 black rook · b8 black knight · c8 black bishop · d8 black queen · e8 black king · f8 black bishop · h8 black rook · a7 black pawn · b7 black pawn · f7 black pawn · g7 black pawn · h7 black pawn · c6 black pawn · e6 black pawn · f6 black knight · d5 black pawn · g5 white bishop · c4 white pawn · d4 white pawn · c3 white knight · f3 white knight · a2 white pawn · b2 white pawn · e2 white pawn · f2 white pawn · g2 white pawn · h2 white pawn · a1 white rook · d1 white queen · e1 white king · f1 white bishop · h1 white rook | a8 black rook · b8 black knight · c8 black bishop · d8 black queen · e8 black king · f8 black bishop · h8 black rook · a7 black pawn · b7 black pawn · f7 black pawn · g7 black pawn · h7 black pawn · c6 black pawn · e6 black pawn · f6 black knight · d5 black pawn · g5 white bishop · c4 white pawn · d4 white pawn · c3 white knight · f3 white knight · a2 white pawn · b2 white pawn · e2 white pawn · f2 white pawn · g2 white pawn · h2 white pawn · a1 white rook · d1 white queen · e1 white king · f1 white bishop · h1 white rook | a8 black rook · b8 black knight · c8 black bishop · d8 black queen · e8 black king · f8 black bishop · h8 black rook · a7 black pawn · b7 black pawn · f7 black pawn · g7 black pawn · h7 black pawn · c6 black pawn · e6 black pawn · f6 black knight · d5 black pawn · g5 white bishop · c4 white pawn · d4 white pawn · c3 white knight · f3 white knight · a2 white pawn · b2 white pawn · e2 white pawn · f2 white pawn · g2 white pawn · h2 white pawn · a1 white rook · d1 white queen · e1 white king · f1 white bishop · h1 white rook | 3 |
| 2 | a8 black rook · b8 black knight · c8 black bishop · d8 black queen · e8 black king · f8 black bishop · h8 black rook · a7 black pawn · b7 black pawn · f7 black pawn · g7 black pawn · h7 black pawn · c6 black pawn · e6 black pawn · f6 black knight · d5 black pawn · g5 white bishop · c4 white pawn · d4 white pawn · c3 white knight · f3 white knight · a2 white pawn · b2 white pawn · e2 white pawn · f2 white pawn · g2 white pawn · h2 white pawn · a1 white rook · d1 white queen · e1 white king · f1 white bishop · h1 white rook | a8 black rook · b8 black knight · c8 black bishop · d8 black queen · e8 black king · f8 black bishop · h8 black rook · a7 black pawn · b7 black pawn · f7 black pawn · g7 black pawn · h7 black pawn · c6 black pawn · e6 black pawn · f6 black knight · d5 black pawn · g5 white bishop · c4 white pawn · d4 white pawn · c3 white knight · f3 white knight · a2 white pawn · b2 white pawn · e2 white pawn · f2 white pawn · g2 white pawn · h2 white pawn · a1 white rook · d1 white queen · e1 white king · f1 white bishop · h1 white rook | a8 black rook · b8 black knight · c8 black bishop · d8 black queen · e8 black king · f8 black bishop · h8 black rook · a7 black pawn · b7 black pawn · f7 black pawn · g7 black pawn · h7 black pawn · c6 black pawn · e6 black pawn · f6 black knight · d5 black pawn · g5 white bishop · c4 white pawn · d4 white pawn · c3 white knight · f3 white knight · a2 white pawn · b2 white pawn · e2 white pawn · f2 white pawn · g2 white pawn · h2 white pawn · a1 white rook · d1 white queen · e1 white king · f1 white bishop · h1 white rook | a8 black rook · b8 black knight · c8 black bishop · d8 black queen · e8 black king · f8 black bishop · h8 black rook · a7 black pawn · b7 black pawn · f7 black pawn · g7 black pawn · h7 black pawn · c6 black pawn · e6 black pawn · f6 black knight · d5 black pawn · g5 white bishop · c4 white pawn · d4 white pawn · c3 white knight · f3 white knight · a2 white pawn · b2 white pawn · e2 white pawn · f2 white pawn · g2 white pawn · h2 white pawn · a1 white rook · d1 white queen · e1 white king · f1 white bishop · h1 white rook | a8 black rook · b8 black knight · c8 black bishop · d8 black queen · e8 black king · f8 black bishop · h8 black rook · a7 black pawn · b7 black pawn · f7 black pawn · g7 black pawn · h7 black pawn · c6 black pawn · e6 black pawn · f6 black knight · d5 black pawn · g5 white bishop · c4 white pawn · d4 white pawn · c3 white knight · f3 white knight · a2 white pawn · b2 white pawn · e2 white pawn · f2 white pawn · g2 white pawn · h2 white pawn · a1 white rook · d1 white queen · e1 white king · f1 white bishop · h1 white rook | a8 black rook · b8 black knight · c8 black bishop · d8 black queen · e8 black king · f8 black bishop · h8 black rook · a7 black pawn · b7 black pawn · f7 black pawn · g7 black pawn · h7 black pawn · c6 black pawn · e6 black pawn · f6 black knight · d5 black pawn · g5 white bishop · c4 white pawn · d4 white pawn · c3 white knight · f3 white knight · a2 white pawn · b2 white pawn · e2 white pawn · f2 white pawn · g2 white pawn · h2 white pawn · a1 white rook · d1 white queen · e1 white king · f1 white bishop · h1 white rook | a8 black rook · b8 black knight · c8 black bishop · d8 black queen · e8 black king · f8 black bishop · h8 black rook · a7 black pawn · b7 black pawn · f7 black pawn · g7 black pawn · h7 black pawn · c6 black pawn · e6 black pawn · f6 black knight · d5 black pawn · g5 white bishop · c4 white pawn · d4 white pawn · c3 white knight · f3 white knight · a2 white pawn · b2 white pawn · e2 white pawn · f2 white pawn · g2 white pawn · h2 white pawn · a1 white rook · d1 white queen · e1 white king · f1 white bishop · h1 white rook | a8 black rook · b8 black knight · c8 black bishop · d8 black queen · e8 black king · f8 black bishop · h8 black rook · a7 black pawn · b7 black pawn · f7 black pawn · g7 black pawn · h7 black pawn · c6 black pawn · e6 black pawn · f6 black knight · d5 black pawn · g5 white bishop · c4 white pawn · d4 white pawn · c3 white knight · f3 white knight · a2 white pawn · b2 white pawn · e2 white pawn · f2 white pawn · g2 white pawn · h2 white pawn · a1 white rook · d1 white queen · e1 white king · f1 white bishop · h1 white rook | 2 |
| 1 | a8 black rook · b8 black knight · c8 black bishop · d8 black queen · e8 black king · f8 black bishop · h8 black rook · a7 black pawn · b7 black pawn · f7 black pawn · g7 black pawn · h7 black pawn · c6 black pawn · e6 black pawn · f6 black knight · d5 black pawn · g5 white bishop · c4 white pawn · d4 white pawn · c3 white knight · f3 white knight · a2 white pawn · b2 white pawn · e2 white pawn · f2 white pawn · g2 white pawn · h2 white pawn · a1 white rook · d1 white queen · e1 white king · f1 white bishop · h1 white rook | a8 black rook · b8 black knight · c8 black bishop · d8 black queen · e8 black king · f8 black bishop · h8 black rook · a7 black pawn · b7 black pawn · f7 black pawn · g7 black pawn · h7 black pawn · c6 black pawn · e6 black pawn · f6 black knight · d5 black pawn · g5 white bishop · c4 white pawn · d4 white pawn · c3 white knight · f3 white knight · a2 white pawn · b2 white pawn · e2 white pawn · f2 white pawn · g2 white pawn · h2 white pawn · a1 white rook · d1 white queen · e1 white king · f1 white bishop · h1 white rook | a8 black rook · b8 black knight · c8 black bishop · d8 black queen · e8 black king · f8 black bishop · h8 black rook · a7 black pawn · b7 black pawn · f7 black pawn · g7 black pawn · h7 black pawn · c6 black pawn · e6 black pawn · f6 black knight · d5 black pawn · g5 white bishop · c4 white pawn · d4 white pawn · c3 white knight · f3 white knight · a2 white pawn · b2 white pawn · e2 white pawn · f2 white pawn · g2 white pawn · h2 white pawn · a1 white rook · d1 white queen · e1 white king · f1 white bishop · h1 white rook | a8 black rook · b8 black knight · c8 black bishop · d8 black queen · e8 black king · f8 black bishop · h8 black rook · a7 black pawn · b7 black pawn · f7 black pawn · g7 black pawn · h7 black pawn · c6 black pawn · e6 black pawn · f6 black knight · d5 black pawn · g5 white bishop · c4 white pawn · d4 white pawn · c3 white knight · f3 white knight · a2 white pawn · b2 white pawn · e2 white pawn · f2 white pawn · g2 white pawn · h2 white pawn · a1 white rook · d1 white queen · e1 white king · f1 white bishop · h1 white rook | a8 black rook · b8 black knight · c8 black bishop · d8 black queen · e8 black king · f8 black bishop · h8 black rook · a7 black pawn · b7 black pawn · f7 black pawn · g7 black pawn · h7 black pawn · c6 black pawn · e6 black pawn · f6 black knight · d5 black pawn · g5 white bishop · c4 white pawn · d4 white pawn · c3 white knight · f3 white knight · a2 white pawn · b2 white pawn · e2 white pawn · f2 white pawn · g2 white pawn · h2 white pawn · a1 white rook · d1 white queen · e1 white king · f1 white bishop · h1 white rook | a8 black rook · b8 black knight · c8 black bishop · d8 black queen · e8 black king · f8 black bishop · h8 black rook · a7 black pawn · b7 black pawn · f7 black pawn · g7 black pawn · h7 black pawn · c6 black pawn · e6 black pawn · f6 black knight · d5 black pawn · g5 white bishop · c4 white pawn · d4 white pawn · c3 white knight · f3 white knight · a2 white pawn · b2 white pawn · e2 white pawn · f2 white pawn · g2 white pawn · h2 white pawn · a1 white rook · d1 white queen · e1 white king · f1 white bishop · h1 white rook | a8 black rook · b8 black knight · c8 black bishop · d8 black queen · e8 black king · f8 black bishop · h8 black rook · a7 black pawn · b7 black pawn · f7 black pawn · g7 black pawn · h7 black pawn · c6 black pawn · e6 black pawn · f6 black knight · d5 black pawn · g5 white bishop · c4 white pawn · d4 white pawn · c3 white knight · f3 white knight · a2 white pawn · b2 white pawn · e2 white pawn · f2 white pawn · g2 white pawn · h2 white pawn · a1 white rook · d1 white queen · e1 white king · f1 white bishop · h1 white rook | a8 black rook · b8 black knight · c8 black bishop · d8 black queen · e8 black king · f8 black bishop · h8 black rook · a7 black pawn · b7 black pawn · f7 black pawn · g7 black pawn · h7 black pawn · c6 black pawn · e6 black pawn · f6 black knight · d5 black pawn · g5 white bishop · c4 white pawn · d4 white pawn · c3 white knight · f3 white knight · a2 white pawn · b2 white pawn · e2 white pawn · f2 white pawn · g2 white pawn · h2 white pawn · a1 white rook · d1 white queen · e1 white king · f1 white bishop · h1 white rook | 1 |
|   | a | b | c | d | e | f | g | h |   |

 Анти-меран гамбит настаје након 5. Лг5 . Могући одговори укључују 5. Сбд7, 5. д:ц4, 5. х6, и 5.  Ле7. Бијели одбија затворити тамнопољног ловца, умјесто тога развијајући га на активно поље гдје је везао црног сакача. Сада је могуће да ће црни пренијети у кембриџ спрингс одбрану са 5. Сбд7 6. е3 Да5 или да уђе у православну одбрану са 6. Ле7 . 

### Ботвиникова варијанта: 5. д:ц4
Ова линија је изузетно компликована, са теоријом која се протеже протеклих тридесет у неким варијантама. Црно узима пјешала са 5. д:ц4 . Бијели преузима контролу над центром са 6.е4, док црни брани са 6. б5 . Главна линија Ботвиника наставља се 7. е5 х6 8. Лх4 г5 9. С:г5 х:г5 10. Л:г5 Сбд7. Бијели ће вратити свој комад са каматом, појављујући се са додатним пјешаком, али црни ће ускоро завршити свој развој, стекавши велику динамичку надокнаду, док је бијелов задатак прилично тежак. Бијели ће фијанакетирати његововог краљевог ловца и рокираће на краљевој страни, док ће ццрни играти ц5, Дб6, рокирати на даминој страни, и може да изврши напад у центру или на било којем крилу, што доводи до комплексне игру. Отварање је увео Михаил Ботвинник у радио утакмици СССР-а 1945. између и Арнолда Денкер . Данас је Алек Иермолински има одличан рекорд са бијелим фигурама, а Алекеи Широв је главни присталица црнога у овој варијанти. Иако ова варијанта носи име Ботвинника, он није прва особа за коју се зна да је играла - Клаус Јунге је заслужан за стварног проналазача. 

### Московска варијанта: 5. х6
Московска варијанта  5. х6 6. Л:ф6 Д:ф6 рађа се игра другачијег карактера од Ботвинникове варијанте. Црни има ловачки пар, што му даје добре дугорочне шансе, али мора избјегавати претјерано отварање позиције у лице биејловог супериорног развоја и централне контроле, јер је његов положај у почетку чврст, али пасиван. Алексеј Древ је успјешно одиграо ову линију као црни. Линија гамбита 6. Лх4 (анти-московска варијанта) некада се сматрала сумњивим, али недавно је доживјела коначни успон. У замјену за пјешака, бијели добива водство у развоју и снажну иницијативу . Ову динамичку линију, која је карактеристична за модерну игру, одиграли су многи снажни велемајстори, а теоријска пресуда је остала неувјерљива. 